# Белоусова, Ева Селивестровна
Ева Селивестровна Белоусова (род. 13 мая 1925, д. Лобановка, Чериковский район — ?) — Герой Социалистического Труда (1960).
Окончила школу фабрично-заводского обучения шёлковой фабрики «Могволокно». В 1948—1971 годах — прядильщица Могилевского завода искусственного волокна. Первой в цехе установила рекордный выпуск продукции — вместо 96 % произвела 99 %. Звание Героя присвоено за успехи в работе и плодотворную общественную деятельность.